# Семейството
„Семейството“ (на италиански: La famiglia) е италиански филм от 1987 година, драма на режисьора Еторе Скола по негов сценарий в съавторство с Руджеро Макари, Фурио Скарпели и Грациано Диана.
Действието се развива в голям апартамент в Рим и в девет епизода, отдалечени един от друг във времето с десет години, описва живота на мъж от средната класа и голямото му семейство на фона на историческите събития от XX век. Главните роли се изпълняват от Виторио Гасман, Андреа Окипинти, Стефания Сандрели, Фани Ардан.
„Семейството“ получава наградата „Давид ди Донатело“ за най-добър филм и е номиниран за „Златна палма“ и „Оскар“ за чуждоезичен филм.